# 13070 Seanconnery
13070 Seanconnery è un asteroide della fascia principale. Scoperto nel 1991, presenta un'orbita caratterizzata da un semiasse maggiore pari a 2,4283273 au e da un'eccentricità di 0,2798708, inclinata di 5,60524° rispetto all'eclittica. Ha un diametro di 1,764 km e un periodo di rotazione di 7,085 ore.
Prende nome dal celeberrimo attore britannico Sean Connery.